# Раковец на Ондави
Раковец на Ондави (слч. Rakovec nad Ondavou) насељено је мјесто са административним статусом сеоске општине (слч. obec) у округу Михаловце, у Кошичком крају, Словачка Република.

## Становништво
| Година:    | 1994. | 2004.   | 2014.   | 2024.   |
| ---------- | ----- | ------- | ------- | ------- |
| Број људи: | 1090  | 1086    | 1042    | 1015    |
| Разлика:   |       | -0,36 % | -4,05 % | -2,59 % |

| Година:    | 2023. | 2024.   |
| ---------- | ----- | ------- |
| Број људи: | 1009  | 1015    |
| Разлика:   |       | +0,59 % |

Према подацима о броју становника из 2011. године насеље је имало 1.086 становника.